# 格雷济约拉瓦雷讷
格雷济约拉瓦雷讷（法語：Grézieu-la-Varenne，法語發音：[ɡʁezjø la vaʁɛn]）是法国罗讷省的一个市镇，属于里昂区。

## 地理
格雷济约拉瓦雷讷（45°44'50"N, 4°41'25"E）面积7.45 平方千米，位于法国奥弗涅-罗讷-阿尔卑斯大区罗讷省，该省份为法国中东部省份，北起顺时针与索恩-卢瓦尔省、安省、里昂大都会、伊泽尔省和卢瓦尔省接壤。
与格雷济约拉瓦雷讷接壤的市镇（或旧市镇、城区）包括：波利奥奈、圣热尼莱索利耶尔、布兰达、克拉波讷、沃涅赖。

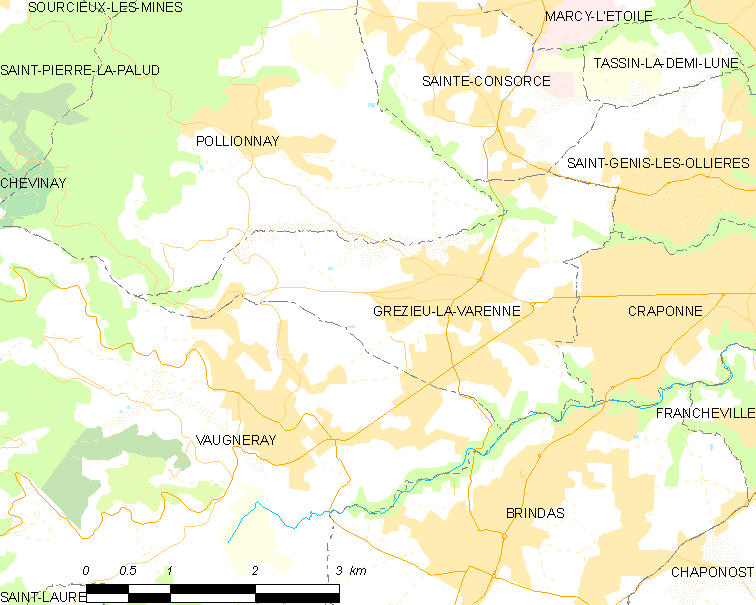
格雷济约拉瓦雷讷的OSM定位图

格雷济约拉瓦雷讷的时区为UTC+01:00、UTC+02:00（夏令时）。

## 行政
格雷济约拉瓦雷讷的邮政编码为69290，INSEE市镇编码为69094。

## 政治
格雷济约拉瓦雷讷所属的省级选区为布里涅县。

## 人口

1962-2008年间格雷济约拉瓦雷讷人口变化图示

格雷济约拉瓦雷讷于2022年1月1日时的人口数量为6284人。